# فلم فنتازيا

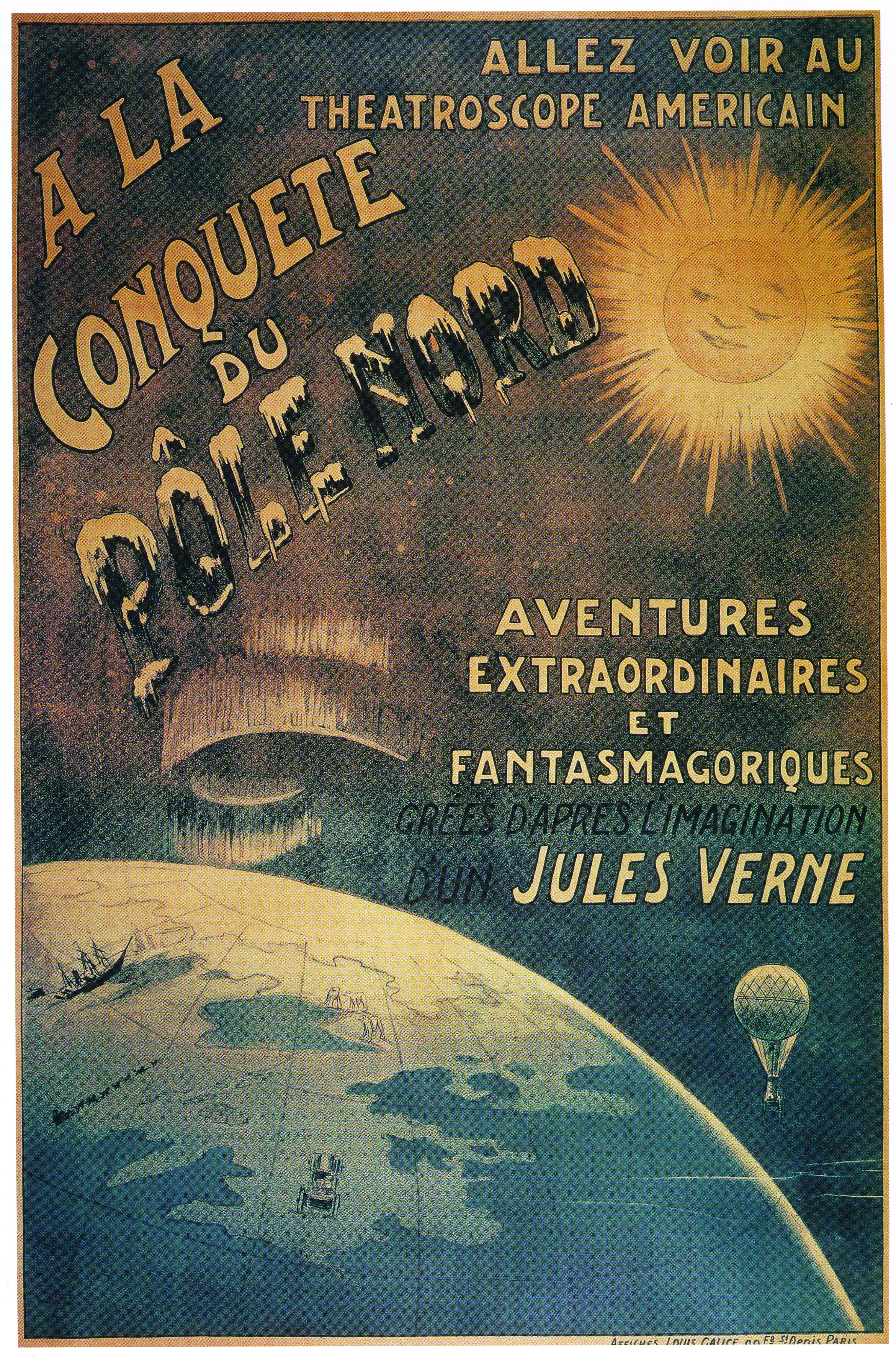

أفلام الفنتازيا هي أفلام مع مواضيع خيالية، عادة تتضمن أحداث سحرية وخارقة للطبيعة ووجود مخلوقات أو عوالم خيالية غربية. هذا النوع يعد مختلف عن أفلام الخيال العلمي وأفلام الرعب، على الرغم أن هذه الأنواع تتداخل فيما بينها. أفلام الفنتازيا في الغالب لديها عنصر من السحر والأساطير والتعجب والهروب من الواقع.
سيد الخواتم يعد مثال صريح عن أفلام الفنتازيا، حيث يضم جميع عناصرها.

## الأنواع الفرعية
يمكن تصنيف أفلام الفنتازيا إلى العديد من الفئات الفرعية على الرغم من أن الاختلاف بين هذه الفئات، كما في أدب الفنتازيا أيضًا، ليس محددًا تمامًا.
تعد أكثر فئات الفنتازيا الفرعية شيوعًا التي تناولتها الأفلام هي الفنتازيا العليا والسيف والسحر. تقع أحداث الفئتين عادةً في أجواء أشبه بالعصور الوسطى وتتضمن شخصيات كالسحرة والمخلوقات السحرية وعناصر أخرى ترتبط عادةً بقصص الخيال.
تقدم أفلام الفنتازيا العليا للمشاهد عالم خيالي أكثر ثراءً وتطورًا، وقد تركز على الشخصيات أو تعالج مواضيعًا معقدة. تركز أفلام الفنتازيا العليا عادةً على بطل من أصل متواضع، والصراع الملحمي الذي يخوضه ويظهر فيه الاختلاف بين الخير والشر جليًا واضحًا. يستشهد العديد من العلماء برواية سيد الخواتم لجون رونالد تولكين باعتبارها أفضل مثال حديث للفنتازيا العليا في الأدب، ويُعد الفلم بيتر جاكسون المقتبس حديثًا من الكتب مثالًا جيدًا على نوع الفنتازيا العليا على الشاشة الفضية.
تركز أفلام السيف والسحر على الحبكة أكثر من أفلام الفنتازيا العليا، وتركز بشكلٍ كبير على مشاهد الحركة، وعادةً ما تضع محاربًا قويًا جسديًا لكن غير مستعد بما فيه الكفاية في مواجهة ساحر شرير أو عدو آخر يتمتع بقدرات خارقة للطبيعة. تصف أفلام السيف والسحر في بعض الأحيان معركة ملحمية بين الخير والشر مشابهة لتلك التي تتضمنها أفلام الفنتازيا العليا، لكن يتميز البطل فيها بامتلاكه لدوافع أقوى كالحاجة لحماية فتاة عذراء أو قرية ضعيفة أو قد يكون حتى مدفوعًا بالانتقام.
يتناول، على سبيل المثال، الفلم المقتبس عن رواية كونان البربري للكاتب روبرت هوارد، والذي أنتج عام 1982 قصة شخصية (غير ملحمية) تدور حول سعي البطل بحثًا عن الانتقام ومحاولاته لاحباط الخطة الشريرة لشخص مصاب بجنون العظمى – بينما يسعى إلى إنقاذ أميرة جميلة أيضًا من ضمن الأحداث. يستخدم بعض النقاد مصطلح بيبلوم أو القوس والصندل بدلًا من السيف والسحر لوصف هذا النوع من الأفلام، على الرغم من رأي بعض النقاد الآخرين يذهب إلى إطلاق تصنيف القوس والصندل على فئة أفلام الفنتازيا الفرعية التي تدور أحداثها في العصور القديمة على كوكب الأرض، بينما يرى آخرون أن مصطلح القوس والصندل يجب أن يتسع ليشمل الأفلام التي لا تضم حتى أي عناصر خيالية على الاطلاق. قد يكون لمصطلح القوس والصندل دلالات مهينة بالنسبة للبعض، إذ قد يشير إلى فلم ذي سيناريو سئ، وتمثيل سيئ، وقيمة إنتاجية رديئة.
يعد نوع الفنتازيا المعاصرة أحد الأنواع الفرعية التي لاقت رواجًا في السنوات الأخيرة. تتضمن تلك الأفلام تأثيرات سحرية أو أحداث خارقة للطبيعة تحدث في عالم عصرنا الحالي «الحقيقي».
تصنف الأفلام التي تحتوي على الحركة الحية والرسوم المتحركة كأفلام شركة والت ديزني، ماري بوبينز وتنين بيت ومسحور، وفلم روبرت زيميكس، من ورط الأرنب روجر، ضمن أفلام الفنتازيا أيضًا، على الرغم من تصنيفها غالبًا على أنها أفلام هجينة تجمع بين تصنيفي الحركة الحية والرسوم المتحركة (اثنان من الأفلام المذكورة يصنفان على أنهما أفلام موسيقية).
تعد الأفلام الفنتازيا التي تدور أحداثها في الحياة الآخرة، التي تسمى فانتازيا بانغزية، أقل شيوعًا، على الرغم من أن أفلامًا كفلم الكوميديا، الدفاع عن حياتك لألبيرت بروكس عام 1991، قد تقع ضمن هذه الفئة. تشمل الأنواع الفرعية الأخرى غير الشائعة الخيال التاريخي والخيال الرومانسي، على الرغم من أن فلم قراصنة الكاريبي: لعنة اللؤلؤة السوداء لعام 2003 نجح في دمج عناصر من كليهما.
يمكن تصنيف أفلام الأبطال الخارقين والقصص الخيالية ضمن أنواع أفلام الفنتازيا الفرعية كما ذكر أعلاه، على الرغم من أن معظم الناس يصنفون النوعين على أنهما نوعان منفصلان تمامًا.

## التاريخ
بدأ تاريخ أفلام الفنتازيا قديمًا مع بداية مجال صناعة الأفلام. اتصفت أفلام الفنتازيا مع ذلك بقلة عددها نسبيًا وتباعدها عن بعضها البعض حتى الثمانينات عندما أدى تطور تكنولوجيا صناعة الأفلام وزيادة اهتمام الجمهور بهذه الفئة إلى ازدهار هذا النوع من الأفلام.
نقدم فيما يلي بعض أفلام الفنتازيا البارزة. لتطلع على القائمة الأكثر اكتمالًا، راجع: قائمة أفلام الفنتازيا.

### 1900–1920s
تعد أقدم أفلام الفنتازيا في عصر السنيما الصامتة الأفلام التي صنعها رائد السينما الفرنسي جورج ميلييس منذ عام 1903. وكان أشهرها فلم رحلة إلى القمر عام 1902. تشمل أمثلة أفلام الفنتازيا الأكثر بروزًا في العصر الذهبي للسنيما الصامتة (1918-1926) فلم لص بغداد (1924) لدوغلاس فيربانكس وفلم نيبيلونجن (1924) لفريتز لانغ وفلم القدر (1921). تشمل الأفلام الأخرى البارزة في هذا النوع فلم الأشباح الرومانسي فانتوم لفريدريك مورناو وفلم طرزان الرجل القرد بطولة إلمو لينكولن وفلم أحزان الشيطان لديفيد غريفيث.

### 1930s
حصد هذا النوع من الأفلام بعد ظهور السنيما الناطقة جماهيرًا من جميع الأعمار بفضل فلم سنو وايت والأقزام السبعة في عام 1937 وفلم ساحر أوز في عام 1939. يجدر بالذكر أيضًا أن في تلك الحقبة استعار الفلم الشهير كينغ كونغ لعام 1933 بشكل كبير من النوع الفنتازيا الفرعي العالم الضائع كما فعلت أفلام اخرى كفلم هي المقتبس في عام 1935 من رواية إتش. رايدر هاجرد حول رحلة استكشاف لإفريقيا تؤدي إلى اكتشاف ملكة خالدة تُعرف باسم إيشا «هي من يجب طاعتها». نقل فلم الأفق المفقود للمخرج فرانك كابرا عام 1937 الجماهير إلى مملكة الخيال شانغري-لا في جبال الهيمالايا، حيث لا يتقدم السكان في السن أبدًا بطريقة سحرية. تشمل أفلام الفنتازيا الأخرى الجديرة بالذكر في الثلاثينيات فلم طرزان الرجل القرد عام 1932 بطولة جوني فايسمولر، ما بدأ سلسلة ناجحة من الأفلام الناطقة المقتبسة من روايات الفنتازيا والمغامرة التي كتبها إدغار رايس بوروس، وأدى إلى صناعة فلم ذا مستريس أوف أطلنطس من إخراج جورج دبليو بابست عام 1932. شهد عام 1932 إصدار فلم الوحوش المومياء من إنتاج يونيفرسال بيكتشرز الذي جمع بين الرعب مع لمسة من الخيال الرومانسي. تشمل أفلام ذلك العقد التي تناولت مواضيعًا أكثر مرحًا وكوميدية فلم الدراما الرومانسية ديث تيكس اهوليداي لعام 1934، وفيه يلعب فريدريك مارج دور الموت الذي يأخذ جسدًا بشريًا لتجربة الحياة لمدة ثلاثة أيام، وفلم توبر لعام 1937 والذي فيه يطارد شبحان محبان للمرح رجلًا في محاولة جعل حياته أكثر إثارة.